# Sympistis sandaraca
Sympistis sandaraca là một loài bướm đêm thuộc họ Noctuidae. Nó được tìm thấy ở vùng núi của tây nam Alberta phía nam đến phía Đông Colorado và California.
Sải cánh dài 32–34 mm. Con trưởng thành bay vào cuối hè và thu.